# Pinguicula vallis-regiae
Pinguicula vallis-regiae este o specie de plante carnivore din genul Pinguicula, familia Lentibulariaceae, ordinul Lamiales, descrisă de F.Conti și Amp; Peruzzi. Conform Catalogue of Life specia Pinguicula vallis-regiae nu are subspecii cunoscute.